# 丹丁·许寰哥
小爱德华多·墨菲·许寰哥（英語：Eduardo Murphy Cojuangco Jr.，1935年6月10日—2020年6月16日），是菲律宾的商人、植园主、企业家，一般称丹丁·许寰哥（英語：Danding Cojuangco），是菲律宾总统科拉松·阿基诺的堂弟，曾担任菲律宾生产食品饮料的生力集团董事长。